# Ataenius dentatus
Ataenius dentatus är en skalbaggsart som beskrevs av Koshantschikov 1916. Ataenius dentatus ingår i släktet Ataenius och familjen Aphodiidae. Inga underarter finns listade.